# Distribuzione con doppio albero a camme in testa
La distribuzione con doppio albero a camme in testa, spesso definita con l'abbreviazione di bialbero o con la sigla inglese DOHC (Double Over Head Camshaft), è un sistema meccanico utilizzato principalmente nei motori a quattro tempi di elevata potenza.

## Tecnica dei motori bialbero

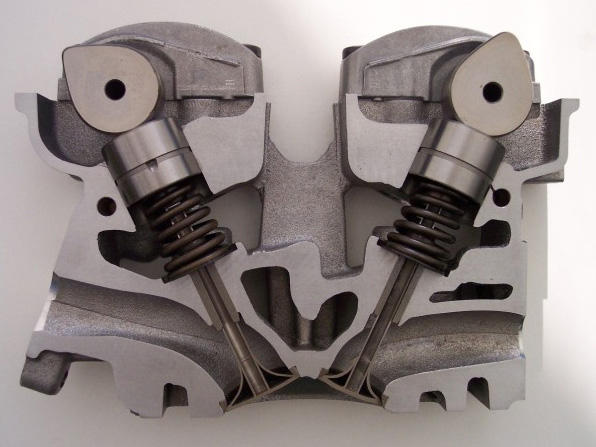
Sezione della testata che mostra la distribuzione DOHC

La distribuzione bialbero consta di due alberi a camme posizionati sopra la camera di combustione, ovvero sulla cosiddetta "testa".
I due alberi a camme possono essere comandati da una catena che trasmette il moto dell'albero motore, da una cinghia dentata in gomma, oppure da una cascata d'ingranaggi, tecnica generalmente riservata alle competizioni.

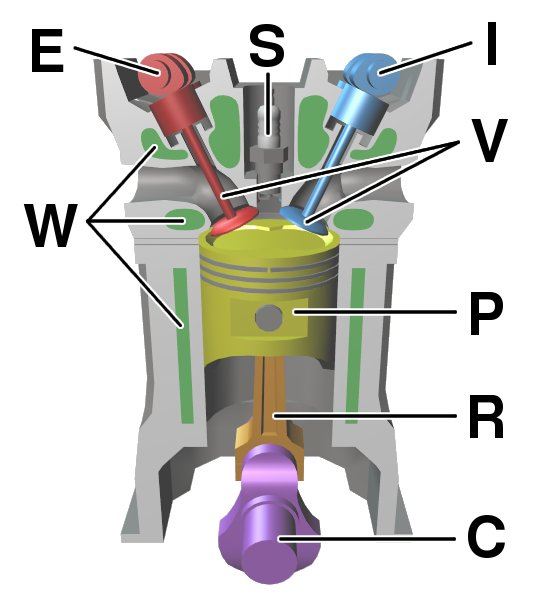
Schema di un motore, notare nei punti E e I i due alberi a camme che muovono le valvole

La prima soluzione, più antiquata, causa maggiore rumorosità ma è più resistente al tempo ed all'usura; la cinghia dentata in gomma è maggiormente silenziosa ma non garantisce la durata, in quanto, invecchiando, la gomma si indurisce, rischiando di causare rotture improvvise della cinghia stessa con gravi conseguenze per il motore.
Tale tipologia di distribuzione migliora la potenza e la durata del motore, in quanto ci sono meno dispersioni d'energia per regolare il moto delle valvole, avendo una punteria con meno parti in movimento, contrariamente ai motori con distribuzione ad aste e bilancieri, e la distribuzione stessa è meno bisognosa di manutenzione, in quanto le camme sono a diretto contatto con le valvole o vi è interposto un bilanciere a dito, che permette di ridurre le forze laterali applicate alle punterie.

## Utilizzi
Questa distribuzione è la più usata in campo motociclistico e automobilistico per motori ad alte prestazioni, infatti si presta molto bene con motori a quattro o cinque valvole per cilindro, come le moto sportive, e la maggior parte delle automobili.

## I bialbero più famosi
Case automobilistiche come l'Alfa Romeo e la FIAT adottarono, nel secondo dopoguerra, per alcuni dei loro modelli, motori a benzina bialbero, che sarebbero poi diventati famosi nel corso degli anni per le loro peculiari caratteristiche di potenza, brillantezza, elasticità di marcia e tipica "sonorità".

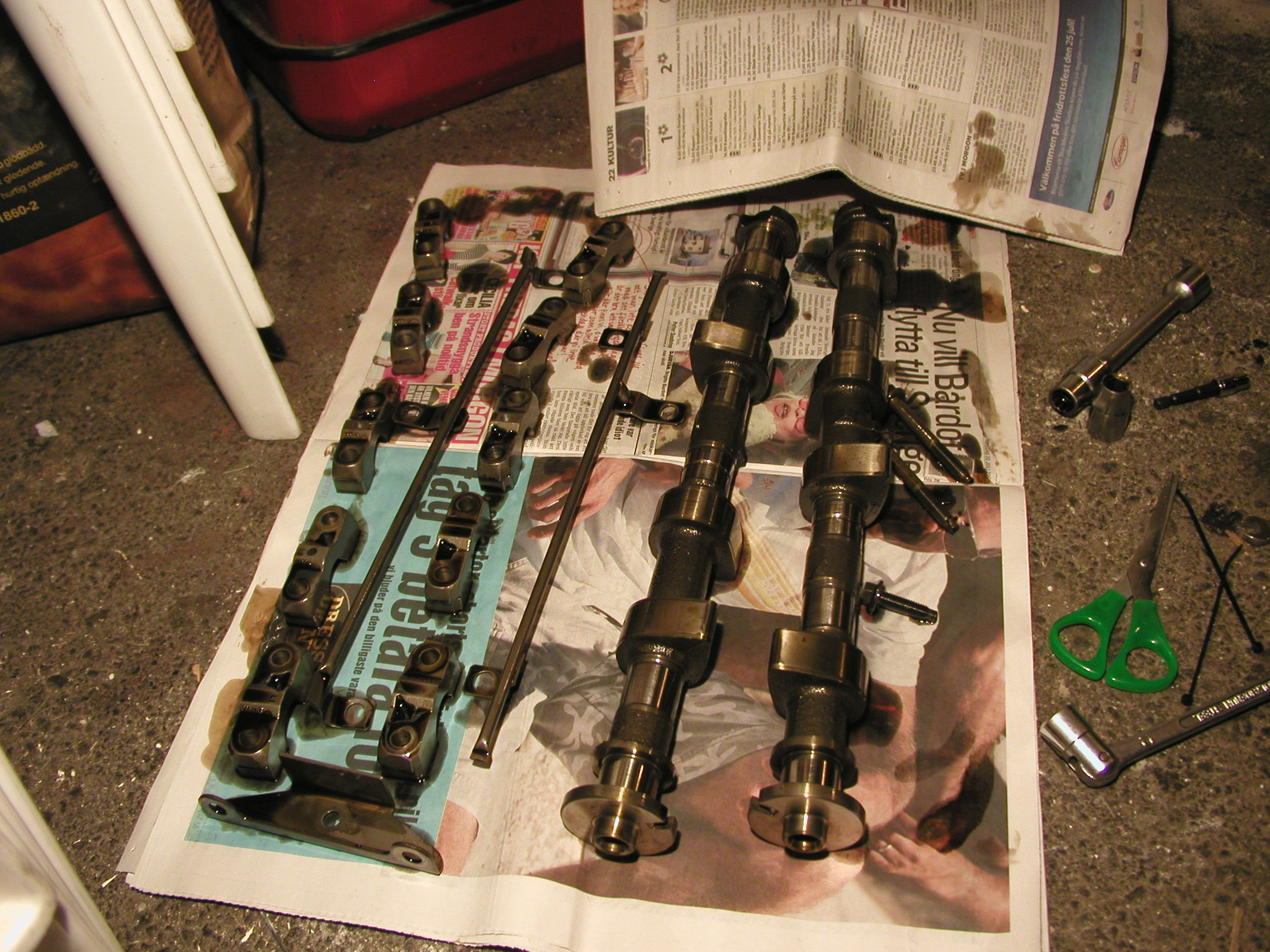
A destra, il due componenti che formano il bialbero smontati da un motore

Per quanto riguarda i costruttori d'oltre manica ricordiamo le storiche case MG (Morris Garages), Triumph Motor Company e Lotus Cars che adottarono in molti dei loro modelli sportivi il doppio albero a camme in testa.

### Il bialbero Alfa Romeo
La prima versione del bialbero Alfa Romeo venne presentata sull'Alfa Romeo 6C nel 1925. Ancora, opportunamente aggiornato, in produzione, in varie configurazioni: doppia candela per cilindro (Twin Spark), oppure accoppiato a turbina.
Fu montato su tutte le vetture Alfa Romeo dal 1950 al 1994 (incluse alcune versioni di quelle che montavano il motore boxer, come la 33 1.7 16V QV):
- 1900
- Matta
- Giulietta Sprint
- Giulietta e derivate
- Giulia
- Giulia GT
- Giulia GTA
- Gran Sport Quattroruote
- Spider "Duetto"
- 1750
- 2000
- Alfetta
- Alfetta GT
- Giulietta (116)
- 90
- 75
- 164
- 155

### Il bialbero FIAT "Lampredi"
In FIAT il più famoso bialbero è stato quello progettato da Aurelio Lampredi, da cui il soprannome, prodotto dal 1966 al 2000. Il comando degli alberi avveniva con cinghia dentata in gomma, soluzione che all'epoca della sua uscita apparve all'avanguardia. Fu prodotto in varie tipologie di versioni: a 2 e 4 valvole per cilindro, accoppiato a turbina o compressore volumetrico, con e senza contralberi d'equilibratura.
Esordì in produzione montato sulla Fiat 124 Sport Coupe e Sport Spider, equipaggiando poi negli anni moltissimi modelli di vetture FIAT e Lancia, vetture sportive estreme e fuoristrada. Di seguito vengono elencate le vetture che montavano quel tipo di motore.

#### Vetture FIAT
- 124 Sport Coupé
- 124 Sport Spider
- 124 Special T
- 124 Abarth Rally
- 125
- 132
- 131
- 131 Abarth Rally
- Nuova Campagnola
- Ritmo Abarth
- Argenta
- Regata
- Croma
- Tipo
- Tempra
- Coupé
- Barchetta

#### Vetture Lancia
- Beta Coupé/HPE/Spider/Trevi
- Montecarlo
- Rally 037
- Delta
- Prisma
- Thema
- Dedra
- Delta (836)

### Il bialbero Ford DOHC
La Ford, nel 1970, debuttò con il primo motore bialbero sulla Ford Escort RS 1600, con motore bialbero di 1601 cm³ da 110 CV. Nel '91, uscì il nuovo motore bialbero 16v di 1998 cm³ da 147 cv, che sarà successivamente applicato anche alla Ford Scorpio (ridotto a 136 CV e prodotta fino al 1998).

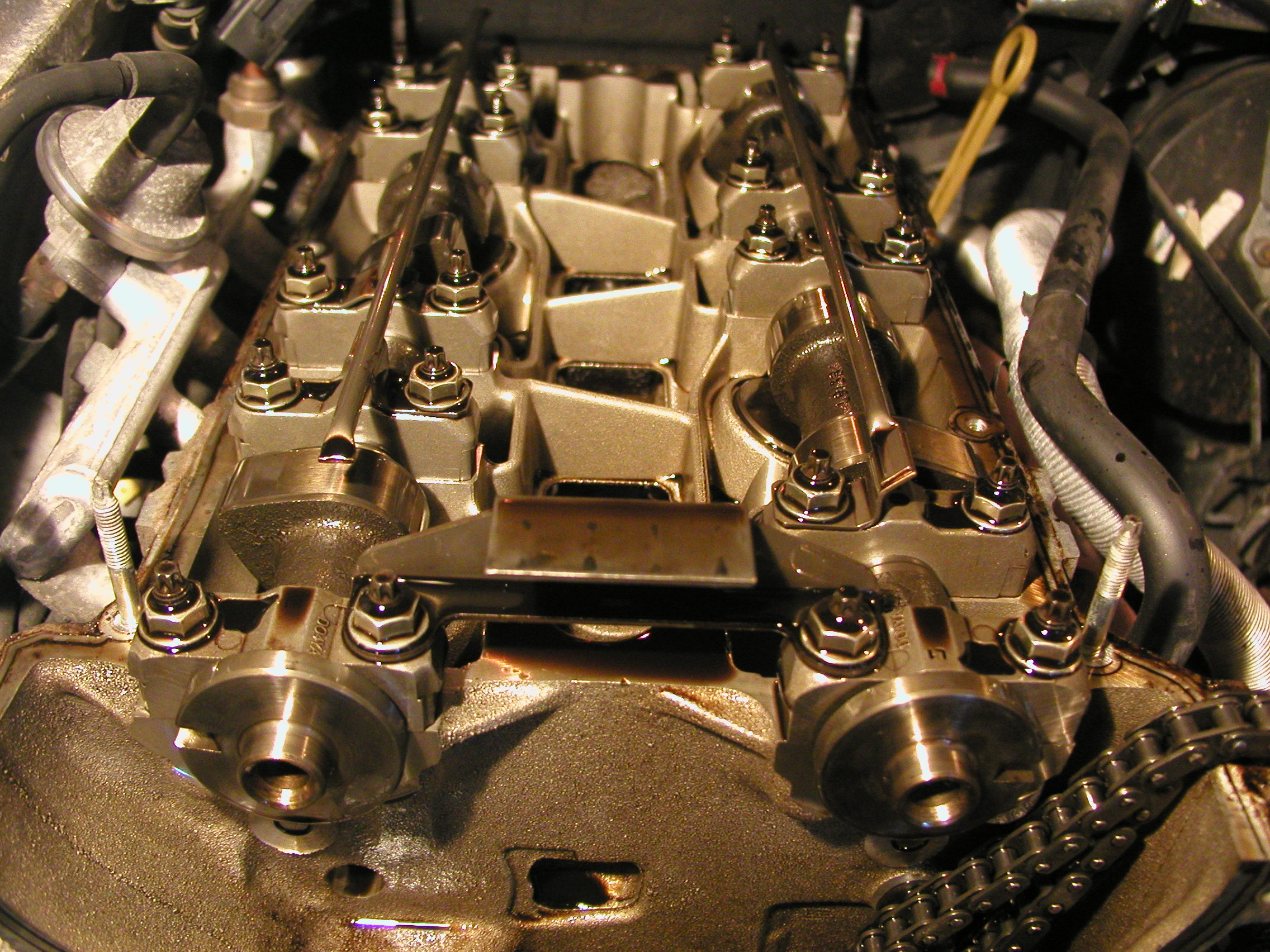
Testata aperta di un motore Ford; notare i due alberi a camme "a nudo"

Nel '92 la gamma Escort fu ulteriormente arricchita: il 1600 8v benzina fu sostituito da un nuovo 4 cilindri (bialbero) 16 valvole di 1798 cm³ da 105 cv. La versione cabriolet, inoltre, fu dotata di un bialbero 1800 16v da 126 CV. Fu lanciata inoltre la versione più sportiva, la Escort Cosworth, che dal punto di vista meccanico era identica alla Ford Sierra Cosworth. Era dotata di un 4 cilindri bialbero 16v sovralimentato (con turbocompressore e intercooler) di 1993 cm³ da 220 cv (con trazione integrale permanente).
Nel '95 il motore 1800 16v era disponibile solo con testata bialbero e potenza di 115 CV.
I principali modelli Ford a montare motori DOHC (esclusi quelli del mercato americano, come il V8 5.2L) furono:
- Ford Escort RS 1600
- Ford Escort RS 1800
- Ford Escort RS 2000
- Ford Escort RS 2000 16v
- Ford Escort '92 4 cilindri 1800 105cv
- Ford Escort Cosworth 16v sovralimentato
- Ford Escort RS 2000 DOHC
- Ford Sierra Cosworth
- Ford Scorpio 2000 DOHC 8v / 16v
- Ford Scorpio 2.3 DOHC 16v
- Ford Scorpio 2.9 DOHC 12v V6
- Ford Scorpio Cosworth 2.9 DOHC 24v V6